# Cúp bóng đá châu Phi 1982
Cúp bóng đá châu Phi 1982 là Giải vô địch bóng đá châu Phi lần thứ 13, được tổ chức tại Libya. Số đội tham dự giải là 35, nhiều hơn giải trước đó 6 đội. Thể thức thi đấu không đổi. Vòng chung kết gồm 8 đội chia làm 2 bảng, mỗi bảng 4 đội. Hai đội tuyển đứng đầu mỗi bảng vào đá bán kết, đội thắng ở bán kết vào đá chung kết, đội thua dự trận trận tranh giải ba. Ghana lần thứ tư giành chức vô địch sau khi thắng chủ nhà Libya trên chấm sút phạt luân lưu. Còn Nigeria trở thành đội đương kim vô địch thứ sáu bị loại ngay từ vòng bảng (sau CHDC Congo là vào các năm 1970, 1976 cùng với Sudan 1972 và Maroc 1978).

## Vòng loại
Vòng loại của giải gồm 33 đội tham gia, chọn lấy 6 đội cùng với đương kim vô địch Nigeria và chủ nhà Libya tham dự vòng chung kết. Vòng loại thi đấu theo thể thức loại trực tiếp sân nhà và sân khách, có áp dụng luật bàn thắng sân khách. Ở vòng sơ loại có 20 đội chọn lấy 10 đội thắng vào vòng loại thứ nhất. Ở vòng loại thứ nhất có 23 đội, Thượng Volta qua bốc thăm vào thẳng vòng loại thứ hai, 22 đội còn lại chia làm 11 cặp đấu để chọn đội thắng vào vòng loại thứ hai. Vòng loại thứ hai 12 đội chia làm 6 cặp đấu, 6 đội thắng dự vòng chung kết.

### Các đội không vượt qua vòng loại

#### Vòng sơ loại
| - Angola - Bénin - Gabon - Gambia - Lesotho |  | - Malawi - Mauritanie - Mauritius - Sierra Leone - Uganda |  |  |

#### Vòng loại thứ nhất
| - Cộng hòa Congo - Guinea Xích Đạo - Kenya - Liberia - Mali - Mozambique |  | - Rwanda - Sénégal - Tanzania - Togo - Zimbabwe |  |  |

#### Vòng loại thứ hai
| - Ai Cập - Guinée - Madagascar |  | - Maroc - Thượng Volta - Zaire |  |  |

- in nghiêng: Đội bóng bỏ cuộc

## Địa điểm
| Tripoli                 | TripoliBenghazi | Benghazi                |
| ----------------------- | --------------- | ----------------------- |
| Sân vận động 11 tháng 6 | TripoliBenghazi | Sân vận động 28 tháng 3 |
| Sức chứa: 88.000        | TripoliBenghazi | Sức chứa: 55.000        |
|                         | TripoliBenghazi |                         |

## Vòng chung kết
Vòng chung kết của giải diễn ra từ 5 tháng 3 đến 19 tháng 3 năm 1982. Các trận đấu ở bảng A được tổ chức tại thủ đô Tripoli, ở bảng B được tổ chức tại Benghazi.

### Bảng A
| Đội tuyển | Số trận | Thắng | Hòa | Thua | Bàn thắng | Bàn thua | Hiệu số | Điểm |
| --------- | ------- | ----- | --- | ---- | --------- | -------- | ------- | ---- |
| Libya     | 3       | 1     | 2   | 0    | 4         | 2        | +2      | 4    |
| Ghana     | 3       | 1     | 2   | 0    | 3         | 2        | +1      | 4    |
| Cameroon  | 3       | 0     | 3   | 0    | 1         | 1        | 0       | 3    |
| Tunisia   | 3       | 0     | 1   | 2    | 1         | 4        | −3      | 1    |

| Libya                       | 2–2      | Ghana                        |
| --------------------------- | -------- | ---------------------------- |
| Jaranah 58' · Al-Issawi 76' | Chi tiết | Alhassan 28' · Opoku Nti 89' |

| Cameroon   | 1–1      | Tunisia   |
| ---------- | -------- | --------- |
| M'Bida 50' | Chi tiết | Gabsi 49' |

| Cameroon | 0–0      | Ghana |
| -------- | -------- | ----- |
|          | Chi tiết |       |

| Libya                                 | 2–0      | Tunisia |
| ------------------------------------- | -------- | ------- |
| Seddik 42' (l.n.) · Al-Al-Bor'osi 83' | Chi tiết |         |

| Ghana      | 1–0      | Tunisia |
| ---------- | -------- | ------- |
| Essien 28' | Chi tiết |         |

| Libya | 0–0      | Cameroon |
| ----- | -------- | -------- |
|       | Chi tiết |          |

### Bảng B
| Đội tuyển | Số trận | Thắng | Hòa | Thua | Bàn thắng | Bàn thua | Hiệu số | Điểm |
| --------- | ------- | ----- | --- | ---- | --------- | -------- | ------- | ---- |
| Algérie   | 3       | 2     | 1   | 0    | 3         | 1        | +2      | 5    |
| Zambia    | 3       | 2     | 0   | 1    | 4         | 1        | +3      | 4    |
| Nigeria   | 3       | 1     | 0   | 2    | 4         | 5        | −1      | 2    |
| Ethiopia  | 3       | 0     | 1   | 2    | 0         | 4        | −4      | 1    |

| Nigeria                       | 3–0      | Ethiopia |
| ----------------------------- | -------- | -------- |
| Keshi 27', 82' · Adeshina 40' | Chi tiết |          |

| Algérie       | 1–0      | Zambia |
| ------------- | -------- | ------ |
| Merzekane 85' | Chi tiết |        |

| Zambia      | 1–0      | Ethiopia |
| ----------- | -------- | -------- |
| Munshya 68' | Chi tiết |          |

| Algérie                | 2–1      | Nigeria   |
| ---------------------- | -------- | --------- |
| Madjer 45' · Assad 65' | Chi tiết | Isima 44' |

| Algérie | 0–0      | Ethiopia |
| ------- | -------- | -------- |
|         | Chi tiết |          |

| Zambia                                      | 3–0      | Nigeria |
| ------------------------------------------- | -------- | ------- |
| Kaumba 25' · Njovu 80' · Fregene 81' (l.n.) | Chi tiết |         |

### Vòng đấu loại trực tiếp
|  | Bán kết               | Bán kết |                    |       | Chung kết | Chung kết |
|  |                       |         |                    |       |           |           |
|  | 16 tháng 3 – Benghazi |         |                    |       |           |           |
|  |                       |         |                    |       |           |           |
|  | Ghana (h.p.)          | 3       |                    |       |           |           |
|  | Ghana (h.p.)          | 3       | 19 March – Tripoli |       |           |           |
|  | Algérie               | 2       |                    |       |           |           |
|  | Algérie               | 2       | Ghana (pen.)       | 1 (7) |           |           |
|  | 16 tháng 3 – Tripoli  |         | Ghana (pen.)       | 1 (7) |           |           |
|  |                       | Libya   | 1 (6)              |       |           |           |
|  | Libya                 | Libya   | 1 (6)              | 2     |           |           |
|  | Libya                 |         |                    | 2     |           |           |
|  | Zambia                | 1       |                    |       |           |           |
|  | Zambia                | 1       | Tranh hạng ba      |       |           |           |
|  |                       |         |                    |       |           |           |
|  | 18 tháng 3 – Tripoli  |         |                    |       |           |           |
|  |                       |         |                    |       |           |           |
|  | Algérie               | 0       |                    |       |           |           |
|  | Algérie               | 0       |                    |       |           |           |
|  | Zambia                | 2       |                    |       |           |           |

#### Bán kết
| Ghana                              | 3–2 (h.p.) | Algérie                |
| ---------------------------------- | ---------- | ---------------------- |
| Alhassan 64', 103' · Opoku Nti 90' | Chi tiết   | Zidane 29' · Assad 62' |

| Libya               | 2–1      | Zambia     |
| ------------------- | -------- | ---------- |
| Al-Beshari 38', 84' | Chi tiết | 29' Kaumba |

### Tranh giải ba
| Zambia                  | 2–0      | Algérie |
| ----------------------- | -------- | ------- |
| Kaumba 2' · Munshya 25' | Chi tiết |         |

### Chung kết
| Ghana                                                                     | 1–1      | Libya                                                                                |
| ------------------------------------------------------------------------- | -------- | ------------------------------------------------------------------------------------ |
| Alhassan 35'                                                              | Chi tiết | Al-Beshari 70'                                                                       |
| Loạt sút luân lưu                                                         |          |                                                                                      |
| Lamptey · Alhassan · Paha · Asaase · Abbrey · Mensah · Quarshie · Afriyie | 7–6      | Al-Beshari · Sola · Al-Ajeli · Ben-Suleiman · Al-Farjani · Ghonaïm · Jaranah · Zeiyu |

| Vô địch Cúp bóng đá châu Phi 1982 Ghana Lần thứ tư |

## Danh sách cầu thủ ghi bàn
4 bàn
| - George Alhassan |

3 bàn
| - Ali Al-Beshari | - Peter Kaumba |  |

2 bàn
| - Salah Assad - Samuel Opoku Nti | - Stephen Keshi | - Geofrey Munshya |

1 bàn
| - Rabah Madjer - Chaabane Merzekane - Djamel Zidane - Grégoire Mbida | - John Essien - Faraj Al-Bar'ussi - Fawzi Al-Issawi - Abdel Razak Jaranah | - Ademola Adeshina - Okey Isima - Iron Njovu |

phản lưới nhà
| - Peter Fregene (trận gặp Zambia) | - Kamel Seddik (trận gặp Libya) |  |

## Đội hình toàn sao
| Thủ môn      | Hậu vệ                                                         | Tiền vệ                                                            | Tiền đạo                 |
| ------------ | -------------------------------------------------------------- | ------------------------------------------------------------------ | ------------------------ |
| Thomas Nkono | Chaabane Merzekane Sampson Lamptey Haruna Yusif Ali Al-Beshari | George Alhassan Samuel Opoku Nti Emmanuel Quarshie Fawzi Al-Issawi | Salah Assad Rabah Madjer |